# Schermen op de Olympische Zomerspelen 1920
Schermen is een van de sporten die beoefend werden tijdens de Olympische Zomerspelen 1920 in Antwerpen.

## Heren

### Floret individueel
| rang   | sporter(s)          | land | punten |
| ------ | ------------------- | ---- | ------ |
| Goud   | Nedo Nadi           | ITA  | 10     |
| Zilver | Philippe Cattiau    | FRA  | 9      |
| Brons  | Roger Ducret        | FRA  | 9      |
| 4      | André Labatut       | FRA  | 7      |
| 5      | Aldo Nadi           | ITA  | 6      |
| 6      | Fernand de Montigny | BEL  | 6      |
| 7      | Oreste Puliti       | ITA  | 5      |
| 8      | Ivan Osiier         | DEN  | 4      |

### Floret team
| rang   | sporter(s) | land |
| ------ | --- | ---- |
| Goud   | Aldo Nadi Nedo Nadi Abelardo Olivier Pietro Speciale Rodolfo Terlizzi Oreste Puliti Tommaso Costantino Baldo Baldi              | ITA  |
| Zilver | André Labatut Georges Trombert Marcel Perrot Lucien Gaudin Philippe Cattiau Roger Ducret Gaston Amson Lionel Bony De Castellane | FRA  |
| Brons  | Francis Webster Honeycutt Arthur St Clair Lyon Robert Sears Henry Breckinridge Harold Rayner                                    | USA  |
| 4      | Ivan Osiier Georg Hegner Ejnar Levison Poul Rasmussen Kay Schrøder                                                              | DEN  |

### Degen individueel
| rang   | sporter(s)                     | land | punten |
| ------ | ------------------------------ | ---- | ------ |
| Goud   | Armand Massard                 | FRA  | 9      |
| Zilver | Alexandre Lippmann             | FRA  | 7      |
| Brons  | Gustave Buchard                | FRA  | 6      |
| 4      | Ernest Gevers                  | BEL  | 6      |
| 5      | Georges Casanova               | FRA  | 5      |
| 6      | António Mascarenhas de Menezes | POR  | 5      |
| 6      | Emile Moreau                   | FRA  | 5      |
| 6      | Abelardo Olivier               | ITA  | 5      |

### Degen team
| rang   | sporter(s) | land |
| ------ | --- | ---- |
| Goud   | Nedo Nadi Aldo Nadi Abelardo Olivier Giovanni Canova Dino Urbani Tullio Bozza Andrea Marrazzi Antonio Allocchio Tommaso Costantino Paolo Thaon di Revel | ITA  |
| Zilver | Paul Anspach Léon Tom Ernest Gevers Félix Goblet d'Alviella Maurice de Wee Fernand de Montigny Joseph de Craecker Victor Boin Philippe le Hardy         | BEL  |
| Brons  | Armand Massard Alexandre Lippmann Gustave Buchard Georges Trombert Georges Casanova Gaston Amson Emile Moreau                                           | FRA  |
| 4      | António Mascarenhas de Menezes Jorge Paiva Rui Mayer João Sassetti Henrique da Silveira Frederico Paredes Manual Queiroz                                | POR  |

### Sabel individueel
| rang   | sporter(s)       | land | punten |
| ------ | ---------------- | ---- | ------ |
| Goud   | Nedo Nadi        | ITA  | 11     |
| Zilver | Aldo Nadi        | ITA  | 9      |
| Brons  | Arie de Jong     | NED  | 6      |
| 4      | Oreste Puliti    | ITA  | 6      |
| 5      | Jan van der Wiel | NED  | 6      |
| 6      | Léon Tom         | BEL  | 5      |
| 7      | Robert Hennet    | BEL  | 5      |
| 8      | Robin Dalglish   | GBR  | 5      |

### Sabel team
| rang   | sporter(s) | land |
| ------ | --- | ---- |
| Goud   | Aldo Nadi Nedo Nadi Francesco Gargano Oreste Puliti Giorgio Santelli Dino Urbani Baldo Baldi                                                                                | ITA  |
| Zilver | Jean Lacroix Jean Margraff Marc Perrodon Henri de Saint Germain Georges Trombert Jean Mondielli                                                                             | FRA  |
| Brons  | Jan van der Wiel Arie de Jong Jetze Doorman Willem Peter Hubert van Blijenburgh Louis Albert Armand Etienne Delaunoij Salomon Zeldenrust Henri Jacob Marie Wijnoldy-Daniëls | NED  |
| 4      | Robert Hennet Pierre Calle Alexis Simonson Léon Tom Robert Feyerick Charles Delporte Harry Dombeeck                                                                         | BEL  |

## Medaillespiegel
| rang   | land             | goud | zilver | brons | totaal |
| ------ | ---------------- | ---- | ------ | ----- | ------ |
| 1      | Italië           | 5    | 1      | 0     | 6      |
| 2      | Frankrijk        | 1    | 4      | 3     | 8      |
| 3      | België           | 0    | 1      | 0     | 1      |
| 4      | Nederland        | 0    | 0      | 2     | 2      |
| 5      | Verenigde Staten | 0    | 0      | 1     | 1      |
| totaal | totaal           | 6    | 6      | 6     | 18     |